# Pyrota engelmanni
Pyrota engelmanni är en skalbaggsart som beskrevs av Leconte 1847. Pyrota engelmanni ingår i släktet Pyrota och familjen oljebaggar. Inga underarter finns listade i Catalogue of Life.